# ロンドンデリー市統監
ロンドンデリー市統監（ロンドンデリーしとうかん、英語: Lord Lieutenant of the City of Londonderry、正式名称ロンドンデリー・カウンティ都市統監（Lord Lieutenant for the County Borough of Londonderry））は、イギリスの官職。統監の1つで、ロンドンデリーを担当する。1831年にロンドンデリー県統監が創設されたとき、ロンドンデリー市は県統監の管轄下にあったが、1898年地方政府（アイルランド）法によりロンドンデリーがカウンティ都市として分離、同法第69条に基づきロンドンデリーを管轄する統監職が新設された。1921年に北アイルランドが成立した後も引き続き任命されている。

## 一覧
- 1900年2月20日 – 1904年6月：ウィリアム・ティリー[2]
- 1904年6月29日 – 1921年2月：第5代リートリム伯爵チャールズ・クレメンツ（英語版）[2]
- 1921年3月1日 – 1926年：トマス・フィッツパトリック・クック[2]
- 1926年11月26日 – 1938年：ウィリアム・マクスウェル・スコット・ムーア[2]
- 1939年9月20日 – 1975年：第2代準男爵サー・バジル・マクファーランド（英語版）[2]
- 1975年6月13日 – 1985年：トマス・フィッツパトリック・クック[2]
- 1986年4月15日 – 2002年：ジェームズ・トムソン・イートン[2]
- 2002年8月2日 – 2013年10月8日：ドナル・アーサー・ジョン・キーガン（英語版）[2][3]
- 2013年10月9日 – 2022年3月：アンジェラ・ガーヴィー[3][4]
- 2023年1月12日 – ：イアン・クロウ[4]